# Trompera fràgil
La trompera fràgil (Ephedra fragilis, gr. ep-, sobre o assentat i –hedra, aigua (per la seva proximitat al mar); i del llatí fragilis, fràgil o trencadís), és una espècie de gimnosperma de la divisió Gnetophyta, família Ephedraceae, present als Països Catalans.
Té dues subespècies, Ephedra fragilis subs. fragilis (coneguda també com a Ephedra arborea o Ephedra gibraltarica) i Ephedra fragilis subs. campylopoda.

## Noms comuns
Ephedra fragilis rep diversos noms comuns en català: candelers, bordoi, efedra, ginesta borda, raïm de mar, trompera, trompera fràgil, èfedra, ginestra borda.

## Ecologia
Viu a la terra baixa, poc plujosa i àrida (terrenys calcaris, guixencs o sorres salines) sobretot de clima marítim (apareix en màquies i garrigues).
Les estructures reproductives apareixen entre abril i maig.

## Distribució
Es troba, sobretot, al Nord d'Àfrica (Algèria, el Marroc, Tunísia i Líbia) i al sud-oest d'Europa (Itàlia, Portugal i Espanya). La seva presència als Països Catalans és destacada a les comarques de Tarragona, Lleida, Girona i Alacant (de 0 a 800 m) i a les Illes Balears (fins a 1200 m).

## Descripció

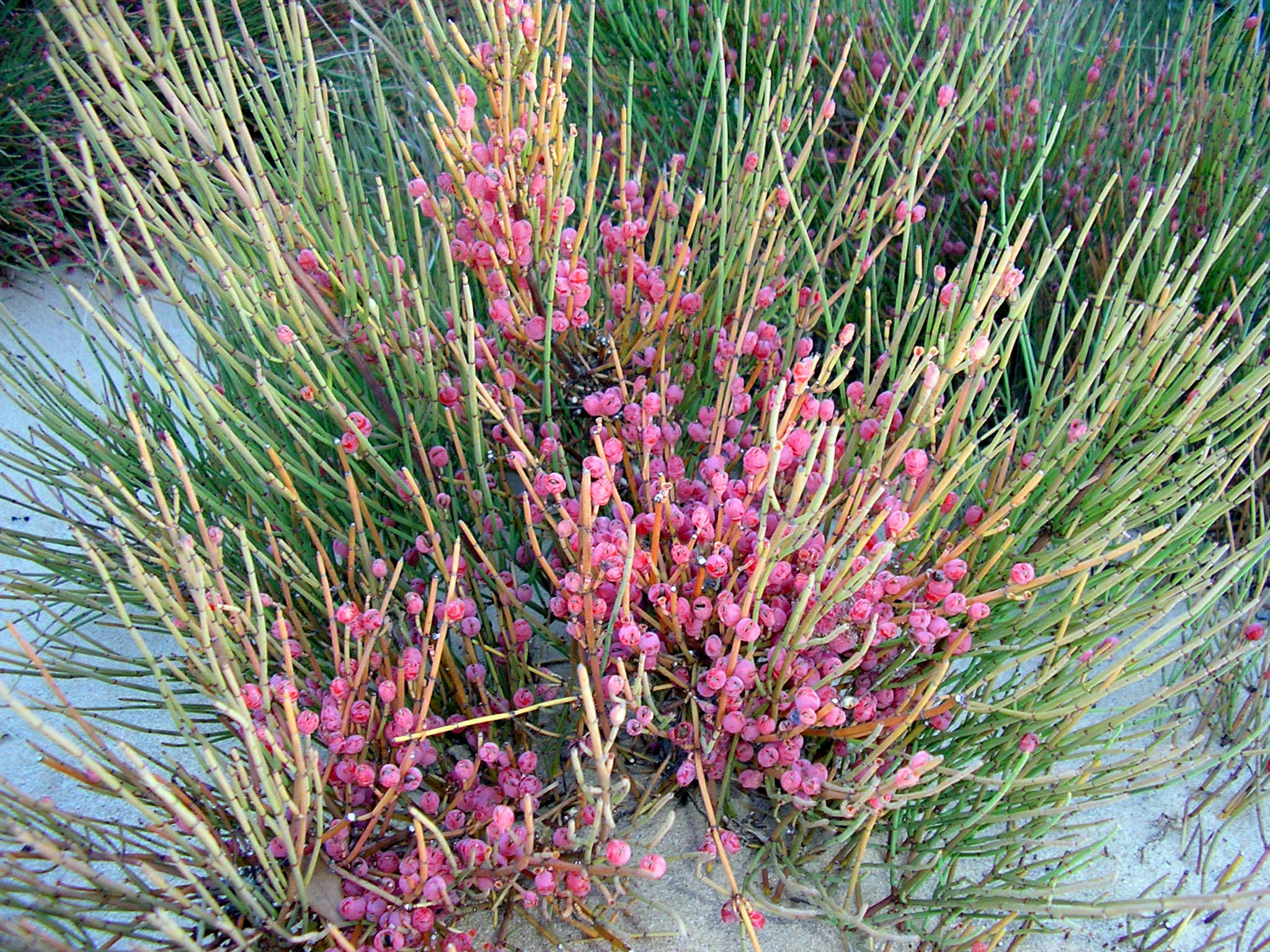
Vista de la planta

Té forma de liana dioica molt ramificada, més o menys erecta i alta (des d'1,5 fins a 2 metres), amb les branques principals esteses i rarament enfiladisses. Els branquillons són verds, flexuosos, cilíndrics, estriats i fàcilment desarticulables als nusos. No forma canals de resina i presenta una tonalitat grisenca quan és adulta.
Tot i que pertany a una família de gimnospermes, es parla de "flor", ja que les seves estructures reproductives presenten una espècie de periant (encara que els seus òrgans sexuals no estan formats per calze, corol·la, androceu i gineceu com les flors d'angiospermes, sinó que es troben agrupades al voltant d'uns eixos o estròbils axil·lars i unisexuals).
L'estròbil masculí és curt, dens, subsèssil i ovoide. Consta de 4 a 8 parells de flors disposades a l'axil·la de les esquames. Cada flor presenta dues bractèoles lliures, suborbiculars i persistents. L'estam consta d'una columna que porta de 4 a 8 microsporangis o sacs pol·línics, dehiscents apicalment.
L'estròbil femení està format per 1 o 2 flors, amb un peduncle de 2 a 4 mm i rodejades per 2 o 3 parells de bràctees. El parell de bràctees més internes són connades fins prop de l'àpex. Embolcallen els primordis seminals, que són ortòtrops i estipitats, com si tinguessin un estil, que és un tegument tubulós prominent.
La pol·linització es realitza mitjançant insectes. La captació de pol·len s'efectua per mitjà d'un líquid secretat per la prominència dels primordis seminals.
El fals fruit és un sincarp o gàlbul de forma globosa a ovoide, amb dues bràctees carnoses a la maturitat, vermelles i que cobreixen una grana de 8-9 mm. L'embrió consta de dos cotilèdons.

## Farmacologia
Les parts utilitzades en la indústria farmacèutica són, normalment, la tija i les parts aèries de la planta.
La seva composició química consta de flavonoides, taníns, saponines, olis essencials, proantocianidole, polisacàrids i un grup important d'alcaloides que és el més representatiu quant a l'aplicació medicinal.
Dins aquest grup d'alcaloides trobem derivats de les fenetilamines com:
- (-)-Metilefedrina
- (+)-Norpseudoefedrina
- (-)-Norefedrina
- (+)-Pseudoefedrina = (1S,2S)-1-fenil-2-metilamino-propan-1-ol
- (-)-Efedrina = (1R,2S)-1-fenil-2-metilamino-propan-1-ol

Efedrina

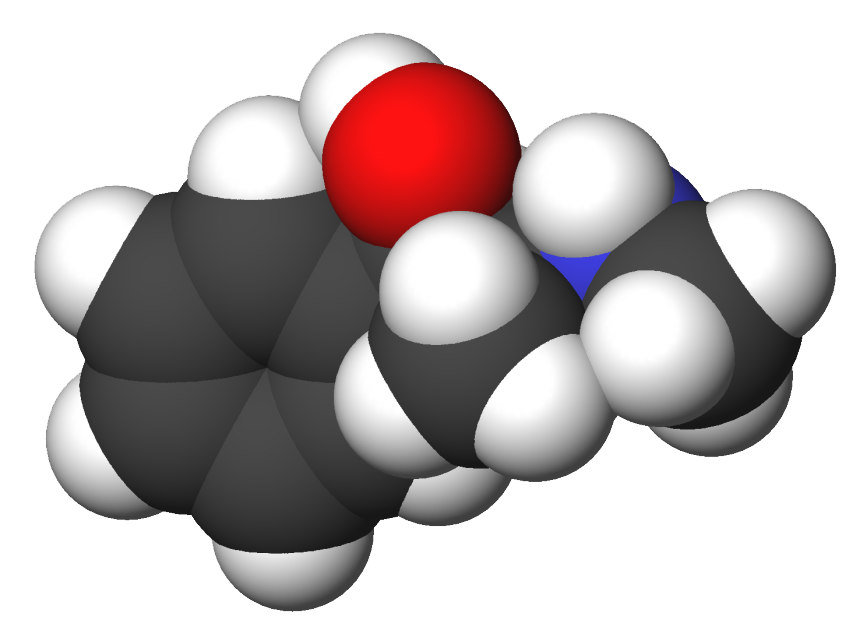
Efedrina

Aquests dos últims són els més útils per l'elaboració de fàrmacs degut a la similitud estructural amb l'adrenalina produïda pel cos humà.
L'efedrina actua com un simpaticomètic indirecte amb les següents propietats:
- Indueix l'alliberació de catecolamines endògenes a partir de les fibres simpàtiques postganglionars.
- Estimula l'activitat cardíaca.
- Accelera els moviments respiratoris augmentant la seva intensitat.
- Actua com a broncodilatador i estimulant del centre respiratori bulbar.
- Disminueix la capacitat contràctil de la vesícula.

L'efedrina es degrada amb dificultat, pot administrar-se per via oral i la seva activitat és de major duració que l'adrenalina. S'absorbeix fàcilment i en ser molt lipòfila travessa la barrera hematoencefàlica produint una sensació estimulant molt semblant a la que produeix l'amfetamina.
Les característiques d'aquesta estimulació són una millora de l'atenció i de la capacitat de concentració i una disminució de la sensació de fatiga i de la son.

### Usos medicinals
L'efedrina s'utilitza, degut a les seves propietats vasoconstrictores, per a la formulació de dissolucions per polvorització o instil·lació nasal, propostes en el tractament tòpic antisèptic i vasoconstrictor d'estats congestius aguts produïts per rinitis, sinusitis i rinofaringitis.
També forma part de la formulació de xarops i altres formes farmacèutiques destinades al tractament simptomàtic de la tos.
Molt excepcionalment s'utilitza en el tractament local de la inflamació de l'orella.
El clorhidrat d'efedrina ha estat utilitzat durant molt de temps pel tractament d'asma amb dispnea paroxística, però degut a les seves indicacions contra els inhibidors de la monoaminooxidasa (IMAOs), els seus possibles efectes no desitjats (taquicàrdies, ansietat) i la desaparició dels seus efectes per la repetició de la dosificació a curt termini, a fet que aquesta s'hagi deixat d'utilitzar com a broncodilatador i analèptic.
La pseudoefedrina es va utilitzar primerament com a antiinflamatori (clorfenina, ibuprofè, paracetamol o tripolidina) i més tard es va associar formant part de la composició de formes farmacèutiques destinades al tractament simptomàtic de la congestió i hipersecreció nasal (rinorrea).

### Toxicitat
L'administració d'elevades dosis d'efedrina pot produir cefalees, angoixa, tremolor i insomni, trastorns psicòtics, envermelliment de la cara, nàusees, taquicàrdies i dolors precordials, suor i retenció urinària.
La toxicitat de la pseudoefedrina és baixa, però també pot provocar insomni, suor i ansietat.
Aquest productes estan contraindicats en nens i en persones en tractament per antidepressius. S'han d'evitar en el temps de lactància i embaràs.

## Observacions
L'efedra ha estat utilitzada des de fa més de 4500 anys pels xinesos com a antihistamínic (Ephedra sinica i Ephedra equisetina) i per elaborar la droga coneguda com "ma huang" (tractament contra l'asma bronquial).
Antigament, també era utilitzada pels indígenes d'América del Nord en forma d'infusió de les arrels i tiges com a remei contra les malalties de les vies urinàries i els òrgans genitals. Amb les seves llavors s'elaborava el pa amarg.
Cal esmentar la seva utilització en el mercat il·legal per a la producció de drogues com ara l'amfetamina i la metamfetamina (sobretot als EUA) coneguda com a speed o granc.